# Interstate 12
Interstate 12 (I-12) é uma rodovia interestadual intraestadual localizada inteiramente no estado americano da Luisiana. Ela se estende por um total de 137,74 km (85,59 milhas) na direção leste-oeste, da I-10 em Baton Rouge até um cruzamento com a I-10 e a I-59 em Slidell. Ao longo do caminho, ela passa pela cidade de Hammond, onde cruza a I-55 e a U.S. Route 51 (US 51). Ela também atende às cidades de Ponchatoula e Denham Springs, bem como às cidades da Paróquia de St. Tammany, Covington e Mandeville.
A I-12 é paralela ao antigo corredor da US 190 e atravessa a margem norte do Lago Pontchartrain na parte sudeste do estado. A extensão da interestadual é curta para uma interestadual principal e é comparável à das interestaduais auxiliares mais longas do país. É uma das interestaduais principais mais curtas a terminar na mesma rota (I-10) em ambas as extremidades. Além de atender às várias comunidades da North Shore, a I-12 funciona como um longo desvio de Nova Orleans e é muito usada como atalho para o tráfego de passagem na I-10. Enquanto a I-10 faz uma curva para o sul para passar pelos limites da cidade, a I-12 segue um alinhamento mais direto, reduzindo a distância entre Baton Rouge e Slidell em cerca de 35 km (22 milhas).
Em 1993, a Legislatura do Estado da Louisiana designou a I-12 como Republic of West Florida Parkway. Em 2003, placas identificando o nome oficial da rodovia e com a bandeira da República da Flórida Ocidental foram erguidas pelo Departamento de Transporte e Desenvolvimento da Luisiana (DOTD) para destacar a história única das paróquias da Flórida na Louisiana.
A Louisiana está ampliando a I-12 para três pistas em cada sentido em locais como Covington e Mandeville, onde a interestadual ainda tem duas pistas em cada sentido.